# Bariera krew-mózg

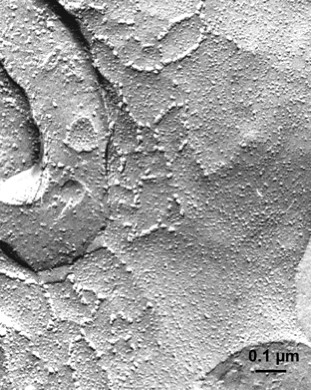
Struktura morfologiczna mózgu: bariera krew–mózg (mikroskop elektronowy)

Bariera krew–mózg – fizyczna (uwarunkowana strukturą morfologiczną) i biochemiczna (obejmująca procesy biochemiczne zachodzące w obrębie cytoplazmy komórek tworzących barierę) bariera pomiędzy naczyniami krwionośnymi a tkanką nerwową, mającą zabezpieczać układ nerwowy przed szkodliwymi czynnikami, a także umożliwić selektywny transport substancji z krwi do płynu mózgowo-rdzeniowego.
Pojęcie bariery krew–mózg (Bluthirnschranke lub Blut-Hirn-Schranke) wprowadził do medycyny niemiecki neurolog Max Lewandowsky (1876-1918). Po Lewandowskym koncepcję bariery krew–mózg rozwinęli Paul Ehrlich (1908) i Goldmann (1913).

## Funkcja
Przenikalność bariery krew–mózg jest warunkowana odmienną budową śródbłonka naczyń włosowatych (bariera fizyczna). Komórki śródbłonka (endoteliocyty)  połączone są z sobą poprzez tak zwane strefy zamykające, które stanowią ścisłe złącza między komórkami (nie mają szczelin, porów ani okienek), dlatego substancje obecne w osoczu mogą pokonywać barierę śródbłonka jedynie na drodze transportu przezkomórkowego (transcelularnego).
W przypadku bariery krew–mózg transport przezkomórkowy opiera się na dwóch systemach transportu: dyfuzji i transportu czynnego z udziałem białek błonowych (nośników). Na drodze dyfuzji transportowane są głównie drobnocząsteczkowe substancje odżywcze i substancje rozpuszczalne w tłuszczach. Peptydy i białka regulacyjne, na przykład oksytocyna, opiaty, insulina, glukagon, somatostatyna, korzystają z transportu komórkowego opartego na transporcie czynnym z udziałem nośników białkowych (PTS – protein transport system). Substancje transportowane na drodze transcytozy nie są przekazywane bezpośrednio do neuronów, lecz do wypustek komórek glejowych (astrocytów). Wypustki komórek glejowych pokrywają około 90% powierzchni ścian naczyń włosowatych i to właśnie te komórki stanowią drugi komponent (pierwszy to budowa śródbłonka) decydujący o fizycznej barierze: są one łącznikami pomiędzy ścianką naczynia włosowatego a neuronami. Astrocyty transportują substancje zarówno z naczynia do neuronów, jak i z neuronów do naczynia.
Bariera biochemiczna związana jest ze zdolnością metabolizowania pewnych związków w obrębie cytoplazmy komórek śródnabłonkowych i astrocytów – na przykład adrenalina i dopamina są inaktywowane przez obecny w cytoplazmie enzym MAO (monoaminooksydaza). Inaktywacja katecholamin (adrenaliny, noradrenaliny, dopaminy) ma na celu ochronę neuronów przed chwilowymi wzrostami stężenia katecholamin, pojawiających się w osoczu na skutek pobudzenia układu współczulnego (zwykle w wyniku stresu lub strachu).
Szczelność bariery krew–mózg jest słaba w rejonie tylnego płata przysadki mózgowej (wydziela ona do krwiobiegu hormony) oraz w okolicach splotu naczyniówkowego, znajdującego się w komorach mózgu (splot naczyniówkowy produkuje płyn mózgowo-rdzeniowy). Bariera ta nie występuje w sensie fizjologicznym również w narządzie naczyniowym blaszki krańcowej (organum vasculosum laminae terminalis).
Płyn mózgowo-rdzeniowy nie jest przesączem z krwi, ale stanowi wydzielinę splotów naczyniówkowych znajdujących się w ścianie komór i narządach okołokomorowych. Transport substancji z krwi do płynu mózgowo-rdzeniowego jest bardzo selektywny, ponieważ do śródbłonka typu okienkowatego (czyli „dziurawego jak sito” – stąd się mówi o słabej szczelności bariery), przylegają wypustki komórek glejowych (tanycyty), które odbierają z krwi określone substancje (np. hormony) i przekazują je do płynu mózgowo rdzeniowego, a także w przeciwnym kierunku.